# Близниця
Бли́зниці (Ближниця) — дві гори у східній частині масиву Свидовець (Українські Карпати). Розташовані в межах Рахівського району Закарпатської області, між басейнами рік Чорної Тиси і Косівської.

## Географія
Вершини Близниці розміщені поряд і схожі за формою. Висота вищої, північної вершини 1883 м, південної — 1872 м. З півночі Близниці обмежені горою Драгобрат. Південні і західні схили пологі, східні — круто обриваються у бік розширеного верхів'я долини — льодовикового кару з залишками морени та льодовикових озер. Складаються з пісковиків, є прошарки вапняків. До висоти 1400 м — хвойні та букові ліси, криволісся, вище — полонини.
Близниці входять до складу природоохоронної території — Свидовецького заповідного масиву (частина Карпатського біосферного заповідника). На горах розташована ботанічна пам'ятка природи — Скелі Близниці, відома наявністю реліктових рослин, таких як білотка (едельвейс), котячі лапки карпатські, любочки несправжньокульбабові, дріада восьмипелюсткова, айстра альпійська.
На південному сході від  вершини бере початок струмок Гропинець, правий доплив Чорної Тиси.

## Туризм
Через Близницю проходить популярний туристичний маршрут «Вершинами Свидовця» — від селища Ясіня до селища Усть-Чорна (або у зворотному напрямку).

## Населені пункти
Найближчі населені пункти: селище Ясіня, села Кваси і Тростянець.

## Світлини

Вигляд на Близницю з півночі
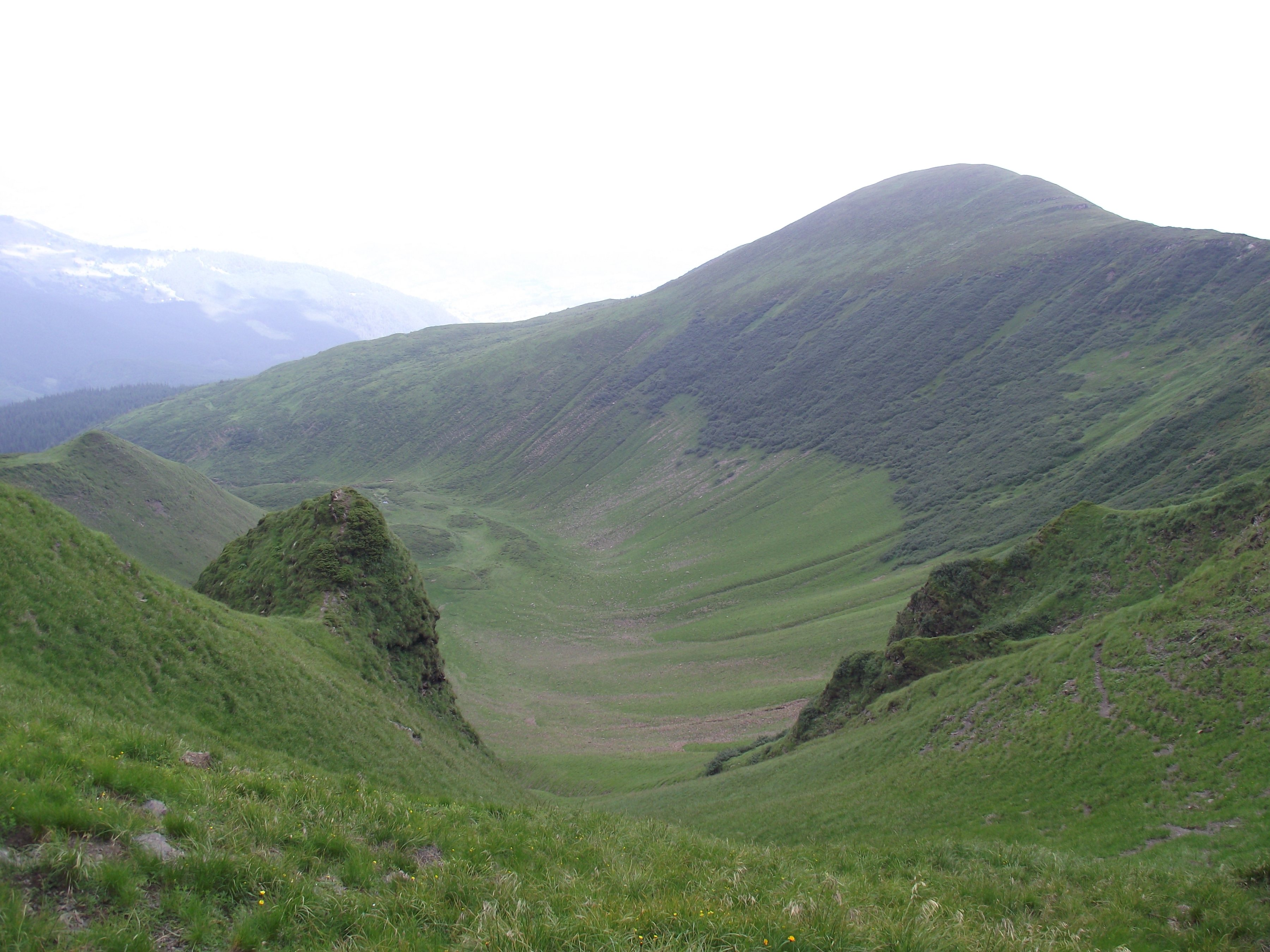
Льодовиковий кар на схилі Близниці
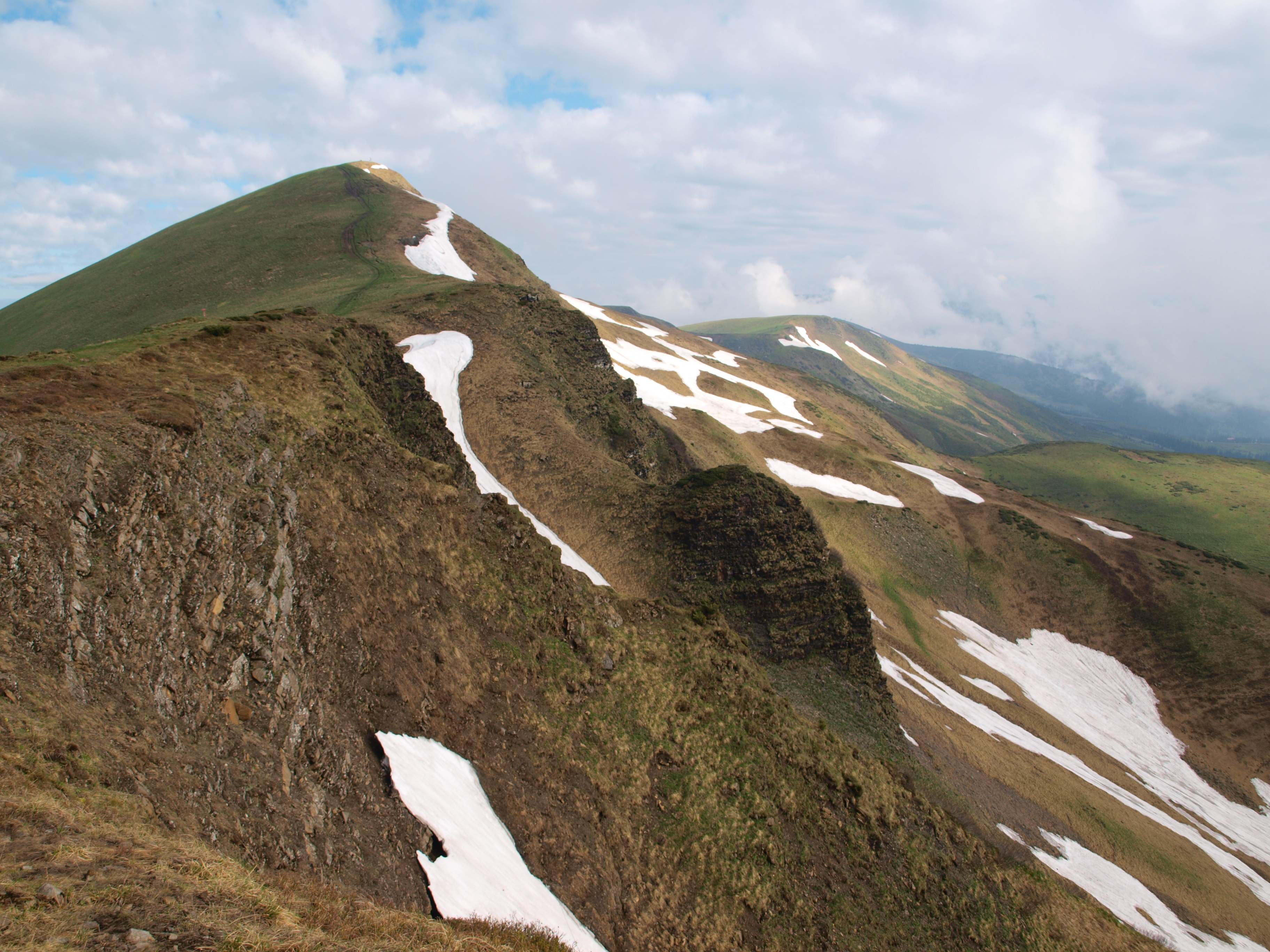
Близниця на початку літа
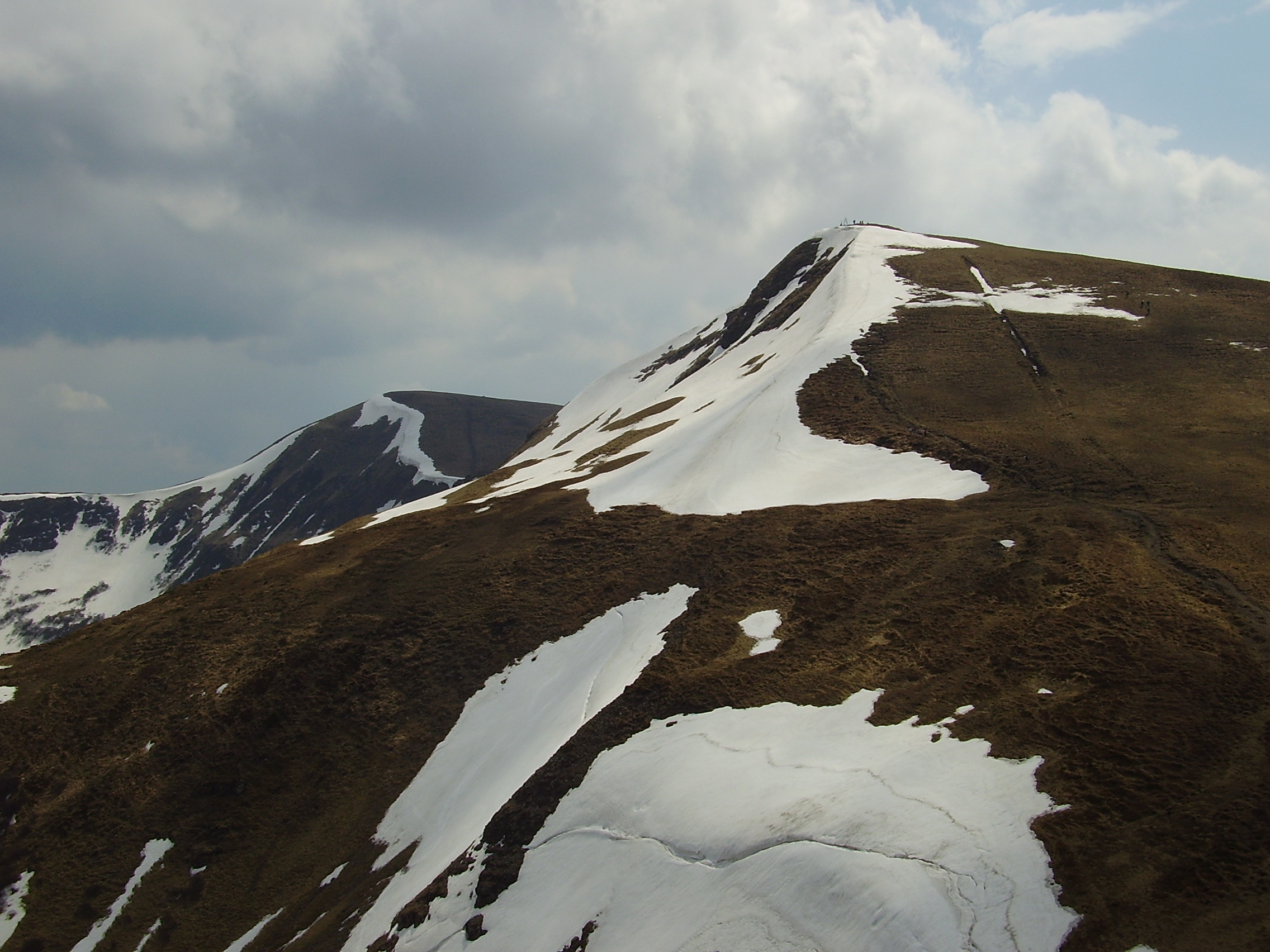
Близниця на початку травня